# Branden Albert
Branden B. Albert (Rochester, 4 novembre 1984) è un ex giocatore di football americano statunitense che ha giocato nel ruolo di offensive tackle nella National Football League (NFL). Fu scelto nel corso del primo giro (15º assoluto) del Draft NFL 2008 dai Kansas City Chiefs. Al college ha giocato a football all’Università della Virginia.

## Carriera professionistica

### Kansas City Chiefs
Albert fu scelto come 15º assoluto nel Draft 2008 dai Kansas City Chiefs, la guardia scelta più in alto dal 1997. Fu spostato nel ruolo di tackle ma perse tutte le 4 gare della pre-stagione per un infortunio al piede. Nella sua prima stagione riuscì comunque a disputare 15 partite da titolare, concedendo soli 4,5 sack e commettendo una sola penalità.
Iniziato con grandi aspettative, il 2009 fu un anno deludente per Albert. Egli commise 10 penalità e i suoi 9 sack concessi furono il quinto peggior risultato della lega. La sua stagione finì però in crescendo, non concedendo alcun sack nelle ultime tre partite. Il capo-allenatore Todd Haley in seguito definì questo 2009 un "periodo di aggiustamento" " dopo che nell'estate precedente al giocatore era stato richiesto di perdere diverso peso.
Albert iniziò come titolare 15 gare nel 2010, imponendosi come il tackle sinistro dei Chiefs. La stagione successiva giocò come titolare tutte le 16 partite, coprendo occasionalmente come guardia sinistra dopo l'acquisizione di Jared Gaither dai Baltimore Ravens.
Nella stagione 2012 disputò 13 partite, 11 delle quali come titolare. Nel marzo 2013 i Chiefs applicarono su Albert la franchise tag.
Il 27 dicembre 2013, Albert fu premiato con la prima convocazione al Pro Bowl in carriera.

### Miami Dolphins
L'11 marzo 2014, Albert firmò coi Miami Dolphins un contratto quinquennale del valore di 47 milioni di dollari, 28 milioni dei quali nei primi tre anni. L'anno successivo fu convocato per il suo secondo Pro Bowl al posto dell'infortunato Trent Williams.

### Jacksonville Jaguars
Il 9 marzo, Dolphins scambiarono Albert coi Jacksonville Jaguars per una scelta del settimo giro del Draft NFL 2018 e Julius Thomas. Il 31 luglio dello stesso anno tuttavia annuncio il proprio ritiro.

## Palmarès
- Convocazioni al Pro Bowl: 2

2013, 2015